# شهرستان بوروفسکی
شهرستان بوروفسکی (به لاتین: Borovsky District) یک شهرستان در روسیه است که در استان کالوگا واقع شده‌است.